# Jatiluwih
Jatiluwih is een dorp in het regentschap Tabanan van de provincie Bali, Indonesië. Jatiluwih telt 2540 inwoners (volkstelling 2010).